# 政治資金収支報告書
政治資金収支報告書（せいじしきんしゅうしほうこくしょ）は、日本の政治団体の収入、支出及び保有する資産等について記載した報告書である。政治資金規正法により政治団体の会計責任者等に作成・提出が義務付けられている。

## 概説
政治団体の会計責任者は、毎年12月31日現在で、当該政治団体に係るすべての収入、支出及び資産等の状況を記載した収支報告書を翌年3月末日（1月から3月までの間に総選挙等があった場合は、4月末日）までに、都道府県の選挙管理委員会又は総務大臣に提出しなければならない。
収入及び支出の総額、項目毎の金額を記載するほか、一定額以上の寄附を受けたり支出をした場合などは、寄附をした者の氏名や、支払先の名称等も記載しなければならない。また、12月31日現在で保有する一定の基準以上の預貯金や不動産、借入金等についても記載する必要がある。
収支報告書を提出しなかったり、虚偽の記載をした場合などは、罰則が科される。
政治団体は全国に約6万ある。報告書の提出先は、活動する都道府県の選挙管理委員会であり、広域で活動する場合は総務省である。総務省政治資金課によると政治団体はウェブ上のエクセルシートに必要な項目を入力し（検索や加工がしやすいデジタルデータ）、オンラインで送信できる。特に、国会議員と密接な国会議員関係政治団体（約3千団体）はオンライン提出が努力義務となっている。ただし、大半の団体はパソコンで入力するものの、紙に印刷して提出している。総務省は、オンラインで提出された報告書もいったん紙に印刷する。それを閲覧室で公開しつつ、スキャンしてPDFファイルにしたものをウェブ上に載せる（検索や加工ができない）。各都道府県の選管も同様の作業をしている。総務省は報告書を公開から3年たつと廃棄し、ウェブ上でも削除する。政治資金規正法は報告書を「3年を経過する日まで保存する」としており、廃棄に関する規定はない。だが3年を過ぎると閲覧の根拠が無くなるため、廃棄するという。また、税金を原資に各党に配られる政党交付金の使途報告書もウェブ上で公開されているが、印刷はできないように総務省が設定している。法律で印刷が禁じられているわけではないが、「認められているのが閲覧だけだから」だという。

## 主な記載事項及び添付書類

### 収入
- すべての収入について、その総額及び項目ごとの金額
- 同一の者から年間5万円を超える寄附を受けた場合は、その寄附をした者の氏名、住所及び職業並びに当該寄附の金額及び年月日
- 1,000万円以上の収入のあった政治資金パーティーを開催した場合は、パーティーの名称、開催年月日、開催場所及び収入額並びに対価の支払をした者の数
- 一つの政治資金パーティーにつき20万円を超える支払いをした者がいた場合、その支払をした者の氏名、住所及び職業並びに金額及び年月日

### 支出
- すべての支出について、その総額及び項目別の金額
- 1件5万円以上の支出（事務所費、人件費等の経常的な経費を除く）があった場合、その支出を受けた者の氏名及び住所並びに当該支出の目的、金額及び年月日
- 資金管理団体においては、人件費を除く1件5万円以上があった場合、その支出を受けた者の氏名及び住所並びに当該支出の目的、金額及び年月日（平成20年（2008年）分から）
- 国会議員関係政治団体（政党の選挙区を単位とする支部も含む）においては、人件費を除く1件1万円を越える支出があった場合、その支出を受けた者の氏名及び住所並びに当該支出の目的、金額及び年月日（平成21年（2009年）分から）

### 資産等
- 保有する土地の所在及び面積並びに取得の価額及び年月日
- 保有する建物の所在及び床面積並びに取得の価額及び年月日
- 取得額が100万円を超える動産がある場合、品目及び数量並びに取得の価額及び年月日
- 預貯金（普通預金等を除く。）の残高
- 借入先ごとの残高が100万円を超える借入金がある場合、借入先及び借入残高

### 添付書類
1件5万円以上の支出（事務所費、人件費等の経常的な経費を除く）については、原則として領収書の写し等を添付しなければならない。（京都新聞の調査によると、京都府議と京都市議が代表の政治団体88団体の2017年の5万円以下の支出を調べたら、総額の約50％が具体的な使途が分からなかった。17団体は全ての支出が分からなかったが、全て分かった団体でも他の団体に大半を寄付し、寄付先が分からなくなっている場合もあった。）
資金管理団体にあっては、人件費以外の1件5万円以上の支出について、原則として領収書の写し等を添付しなければならない（平成20年（2008年）分から）。
国会議員関係政治団体（国会議員の選挙区を単位とする政党支部も含む）は、人件費以外の1件1万円を越える支出について、原則として領収書の写し等を添付しなければならない（平成21年（2009年）分から）。

## 収支報告書の公表、閲覧及び写しの交付
政治資金規正法第十二条第一項又は第十七条第一項の規定による報告書を受理したときは、総務大臣又は都道府県の選挙管理委員会は、総務省令の定めるところにより、その要旨を公表しなければならない。この場合において、第十二条第一項の規定による報告書については、報告書の提出期限が延長される場合その他特別の事情がある場合を除き、当該報告書が提出された年の十一月三十日までに公表するものとする。
政治団体から収支報告書を受理したときは、総務大臣並びに都道府県選挙管理委員会は、原則として11月30日までに、その要旨を官報並びに都道府県公報で公表する。また、原本の閲覧又は写しの交付を請求できるのは公表の日から3年間を超えない期間である。
総務省は2004年からインターネットでの公表を各都道府県選挙管理委員会に呼びかけている。インターネットでの公表を拒んでいた都道府県の変遷は以下のとおり（各年11月30日時点での調査結果）。
兵庫県選挙管理委員会は2022年11月、「国会議員に関係する政党の支部」と「国会議員に関係する政治団体」の収支報告書のみネット公表を解禁した。
2024年11月29日、新潟県選管が前年分の収支報告書を公表。11月30日、兵庫県が前年分の収支報告書を公表。ここに至り、ようやく、すべての政治団体の収支報告書がインターネット上で閲覧できるようになった。
| 年     | 都道府県 | 都道府県    | 都道府県 | 都道府県 | 都道府県 | 都道府県 | 都道府県 | 出典         |
| ------ | -------- | ----------- | -------- | -------- | -------- | -------- | -------- | ------------ |
| 2019年 | 新潟県   | 兵庫県      | 石川県   | 広島県   | 福岡県   | 福井県   | 山口県   | [ 7 ]        |
| 2020年 | 新潟県   | 兵庫県      | 石川県   | 広島県   | 福岡県   | 福井県   |          | [ 8 ]        |
| 2021年 | 新潟県   | 兵庫県      | 石川県   | 広島県   | 福岡県   |          |          | [ 9 ]        |
| 2022年 | 新潟県   | 兵庫県 (＊) | 石川県   | 広島県   | 福岡県   |          |          | [ 10 ] [ 5 ] |
| 2023年 | 新潟県   | 兵庫県 (＊) |          |          |          |          |          | [ 11 ]       |

## 罰則
収支報告書の提出にあたり、次のような行為があった場合、罰則が科される。
- 提出すべき収支報告書を提出しなかった場合[12]
- 記載すべき事項の記載をしなかった場合[13]
- 虚偽の記載をした場合[14]

## 問題点
- 安倍晋三内閣総理大臣は約800人が参加した桜を見る会前夜祭は後援会主催だが収支は発生しておらず、会費は事務所職員が会場で集金しホテルに手渡しており参加者がホテルに払ったのと同じだとして「契約主体は個人になる」として政治資金収支報告書に記載する必要はないとしている[15]。